# Kolga (Nõo)
Kolga – wieś w Estonii, w prowincji Tartu, w gminie Nõo.